# ニコライ・リムスキー＝コルサコフ
ニコライ・アンドレイェヴィチ・リムスキー＝コルサコフ（ロシア語: Никола́й Андре́евич Ри́мский-Ко́рсаков, ラテン文字転写: Nikolai Andreyevich Rimsky-Korsakov, 1844年3月18日（ユリウス暦3月6日） - 1908年6月21日（ユリウス暦6月8日）は、ロシアの作曲家。「ロシア五人組」の一人で、色彩感あふれる管弦楽曲や民族色豊かなオペラを数多く残す。

## 生涯
ノヴゴロド近隣のティフヴィンで、軍人貴族の家庭に生まれる。幼児期より楽才を顕すが、12歳でサンクトペテルブルクの海軍兵学校に入学し、ロシア海軍に進んで艦隊による海外遠征も体験した。1859年からピアノを始め、1861年にミリイ・バラキレフと出会って、ようやく真剣に作曲に打ち込むようになる。バラキレフは、リムスキー＝コルサコフが航海演習のない時に作曲の指導をして、励ましてくれた。バラキレフとの出会いによって、後の「五人組」の同人となる他の作曲家とも面識を得た。
『交響曲第1番』（作品1、1861～65年）は、まだ海軍在籍中に完成された。1865年の初演後、好評を博して「ロシア人による前代未聞の交響曲」と呼ばれた。1873年に軍籍離脱するまでに、管弦楽曲『サトコ』の初稿（作品5、1867年）や『アンタール』の初稿（作品9、1868年）、オペラ『プスコフの娘』の初稿（1872年）を完成させている。これらの初期作品は、いずれも後年になって改訂された。
1871年、それまで音楽や作曲については、独学や、「五人組」の仲間内での集団学習だけだったにもかかわらず、ペテルブルク音楽院から作曲と管弦楽法の教授に任命される。その翌年に、ナジェージダ・プルゴリト（Nadezhda Purgol'd, 1848年 - 1919年）と結婚（ナジェージダ自身も作曲家でピアニストであった）。音楽院での最初の数年間は、「五人組」時代の知識不足を埋め合わせるために、和声法や対位法について根気強く勉強し続けた。この事が、上記の初期作品の改訂の契機となった。
オペラの方面では『五月の夜』（1879年）と『雪娘』（1881年）を書き、後者で成功するが、その後はスランプに陥った。その間、作曲よりも編曲や、1881年に没したモデスト・ムソルグスキーの作品の補筆と出版、和声法の教科書の執筆などの仕事を行っている。
1883年から1894年まで、宗務局（宮廷礼拝堂）においてバラキレフの助手となる。この間に、ロシア正教の奉神礼（典礼）音楽について研究することができた。指揮者としても活動し、豪商ミトロファン・ベリャーエフの後援するロシア交響楽演奏会を指導したほか、外国でも演奏活動を行なった。ベリャーエフが企画した1889年のパリ万国博覧会におけるロシア音楽の演奏会においても指揮者を務め、自作曲の他、ミハイル・グリンカ、アレクサンドル・ボロディン、モデスト・ムソルグスキーなどの楽曲をフランスに紹介した。この時の演奏会には若き日のクロード・ドビュッシーやモーリス・ラヴェルも聴衆として足を運んでいる。
ロシア交響楽演奏会のレパートリーとして、リムスキー＝コルサコフは『スペイン奇想曲』（作品34）や交響組曲『シェヘラザード』（作品35）、序曲『ロシアの復活祭』（作品36）などの管弦楽曲を作曲した。現在ではリムスキー＝コルサコフの作品としてもっともよく知られるこれらの作品は、いずれも1880年代後半の短い期間に書かれたものである。
1888年から1889年にかけて、サンクトペテルブルクで初めて上演されたリヒャルト・ワーグナーの楽劇『ニーベルングの指環』はリムスキー＝コルサコフに衝撃を与え、この後の作品はほとんどがオペラになる。新しい刺激を受けて久しぶりにオペラ『ムラダ』（1890年）を書き、『クリスマス・イヴ』（1895年）以降は没するまでの十数年間に次々と新作オペラを発表した。
リムスキー＝コルサコフは貴族の出自ではあったが、ロシア帝国の近代化の立ち遅れに批判的で、学生の革命運動にも同情的であった。1905年に、政府批判を行なったためにペテルブルク音楽院の教授職を解雇されるが、これが口火となり、彼を慕う多くの同僚（アレクサンドル・グラズノフやアナトーリ・リャードフら）によって、相次いで辞職騒ぎが引き起こされた。結果的にリムスキー＝コルサコフは復職することとなった。しかし政府当局との軋轢はなおも続き、遺作となった歌劇『金鶏』（1906～07年）は反体制的で、帝政の転覆を図るものと看做され、作曲者の死後の1909年まで初演が遅らせられた。
リムスキー＝コルサコフは最晩年に狭心症を患っていた。1908年にルーガ近郊のリューベンスクにて他界し、サンクトペテルブルクはアレクサンドル・ネフスキー大修道院のティフヴィン墓地に埋葬された。ナジェージダ未亡人は、余生を亡夫の遺産の管理にささげた。
リムスキー＝コルサコフは7人の子をもうけた。そのうち、1884年生まれの第5子ナジェージダは、1908年にユダヤ系の作曲家マクシミリアン・シテインベルクと結婚しており、当時リムスキー＝コルサコフに作曲の個人指導を受けていたイーゴリ・ストラヴィンスキーは、管弦楽曲『花火』を2人の結婚記念に捧げている（シテインベルクはドミートリイ・ショスタコーヴィチの恩師としても有名である）。第3子アンドレイ（1878年 - 1940年）は音楽史家・音楽学者で、亡父に関して多くの著作を残した。甥ゲオルギイ（1901年 - 1965年）も作曲家で、当初は微分音に興味があり、後にフィルム・シンセサイザーの開発に取り組んだ。

## 作風と後世への影響
華やかだが客観的で簡潔な作風と言われる。ロシアの民謡・文学を題材にした作品が多い。管弦楽法の大家として知られ、その理論書である「管弦楽法原理」といった実践理論に関する著作をいくつか残し、なかでも和声学の教科書は日本でも広く知られた。海軍士官としての経験もあることから海の描写を得意としたことでも有名で、オペラ『サトコ』や交響組曲『シェヘラザード』には、航海の場面が含まれている。
ムソルグスキーの交響詩『禿山の一夜』やオペラ『ホヴァーンシチナ』、オペラ『ボリス・ゴドゥノフ』、ボロディンのオペラ『イーゴリ公』など、彼らの死後に残された未完成作品のみならず、生前に完成された作品の補筆・改訂をも行なった。ただし、オリジナル作品の、現在では「斬新」「独創的」とされる部分を「未熟」と判断して常識的なスタイルに直してしまうような面もあり、これには批判もある。
卓越した教師として名望があり、なかでも2人の高弟グラズノフとストラヴィンスキーのほか、リャードフ、アントン・アレンスキー、セルゲイ・プロコフィエフなどを輩出した。劇作家のニコライ・エヴレイノフもリムスキー=コルサコフに作曲を学んでいる。日本人の弟子としては金須嘉之進がいる。ジャン・シベリウスはウィーン留学を考える前は、ペテルブルクでリムスキー＝コルサコフに師事したいと望んでいた。伊福部昭の恩師アレクサンドル・チェレプニンの父ニコライもリムスキー＝コルサコフ門下である。またオットリーノ・レスピーギも若いころロシアで彼に作曲を学んでいる。
師弟関係にはなかったものの、アレクサンドル・スクリャービンは生涯を通じてリムスキー＝コルサコフを助言者としており、初期の『練習曲 嬰ニ短調 作品8-12』に2つの初稿が出来たとき、どちらを公表すべきかの判断をリムスキー＝コルサコフにゆだねた。セルゲイ・ラフマニノフは交響詩『岩』をリムスキー＝コルサコフに献呈している。
リムスキー＝コルサコフは、ロシアだけでなくフランスでも非常に好まれ、ドビュッシーが好意的な批評を残したほか、ラヴェルやフローラン・シュミットによって管弦楽法の模範とされた。ラヴェルの初期の作品、序曲『シェヘラザード』（1898年）にはリムスキー＝コルサコフやロシア音楽の影響が強く表れている。

## 作品一覧

### 交響曲
- 交響曲第1番 作品1（1861年～65年 / 1884年）
第1版は変ホ短調、改訂版はホ短調。
- 交響曲第2番 嬰ヘ短調『アンタール』作品9（1868年 / 1875年 / 1897年）
1897年の第3版で「交響組曲」に改められる。
- 交響曲第3番 ハ長調 作品32（1866年 / 1873年 / 1886年）

### 協奏的作品
- トロンボーン協奏曲 変ロ長調（1877年）
トロンボーンと吹奏楽のための作品。
- クラリネットと吹奏楽のためのコンツェルトシュトゥック 変ホ長調（1877年）
- グリンカの主題による変奏曲 ト短調（1878年）
オーボエと吹奏楽のための作品。
- ピアノ協奏曲 嬰ハ短調 作品30（1882年～83年）

### 管弦楽曲
- 3つのロシアの歌による序曲 作品28（1866年 / 1879～80年）
- 音画『サトコ』作品5（1867年 / 1869年 / 1892年）
1867年度版の題名は『ブィリーナ「サトコ」よりのエピソード』。のちにオペラ『サトコ』に楽想が転用される。
- セルビアの主題による幻想曲 作品6（1867年 / 1889年）
- おとぎ話 作品29（1879年～80年）
- ロシアの主題によるシンフォニエッタ 作品31（1880年-1884年）
- スペイン奇想曲 作品34 （1887年）
- 交響組曲『シェヘラザード』作品35 （1888年）
作曲者の代表作といえる作品であり、「千夜一夜物語（アラビアンナイト）」に基づく。
- 序曲『ロシアの復活祭』作品36（1888年）
- 墓前に 作品61（1904年）
- ドゥビーヌシュカ 作品62（1905年）
同名の革命歌の編曲。
- 祝辞 （1907年）
- ナポリの歌（1907年）
ルイージ・デンツァの『フニクリ・フニクラ』の編曲。

そのほか、自作のオペラを基にした管弦楽曲が多数ある。

### オペラ
- プスコフの娘 Псковитянка（1873年初演）
- 五月の夜 Майская ночь（1880年初演）
- 雪娘 Снегурочка（1881年初演）
後に作曲者自身の手によって組曲版が作られ、特に「軽業師の踊り」（または「道化師の踊り」とも）が有名。
- ムラダ Млада（オペラ・バレエ、1892年初演）
1872年の未完の合作オペラ・バレエと同一の題材。
- クリスマス・イヴ Ночь перед Рождеством（1895年初演）
ピョートル・チャイコフスキーのオペラ『チェレヴィチキ』と同一の題材。
- サトコ Садко（1898年初演）
第4場で歌われるアリア「インドの歌」が有名。
- モーツァルトとサリエリ Моцарт и Сальери 作品48（1898年初演）
- 貴族夫人ヴェーラ＝シェロガ Бояарына Вера Шелога 作品54（1898年初演）
- 皇帝の花嫁 Царская невеста（1899年初演）
- 皇帝サルタンの物語 Сказка о царе Салтане（1900年初演）
第3幕第2場への間奏曲「熊蜂の飛行」が非常に有名。
- セルヴィリア Сервилия（1902年初演）
- 不死身のカシチェイ Кащей Бессмертный（1902年初演）
ストラヴィンスキーのバレエ『火の鳥』と同一の題材。
- パン・ヴォエヴォーダ Пан Воевода（1904年初演）
- 見えざる町キーテジと聖女フェヴローニャの物語 Сказание о невидимом граде Китеже и деве Февронии（1907年初演）
- 金鶏 Золотой петушок（1909年初演）

### 室内楽曲
- ピアノと管楽のための五重奏曲 変ロ長調 （1876年）
ピアノ・フルート・クラリネット・ホルン・ファゴットのための作品。
- 弦楽六重奏曲 イ長調（1876年）
- 弦楽四重奏曲 ニ長調『命名日』（1887年）
グラズノフとリャードフとの合作。第3楽章のみ。
- 弦楽四重奏曲 ト長調（1897年）
- ピアノ三重奏曲 ハ短調 （1897年）

### ピアノ曲
- 4つの小品 作品11（1876年）
- B-A-C-Hの主題による6つの変奏曲 作品10（1878年）

### 合唱曲
- 賢者オレーグの歌 作品58（1899年）

### 歌曲
- 4つのロマンス 作品2（1866年）
第2曲「バラのとりこになったナイチンゲール」が知られる。

正教聖歌（無伴奏）
- ヘルヴィムの歌（数種類あり）
- 『主や爾を崇め歌い』（数種類あり）
- 天主経（主の祈り）
- 『天より主を讃めあげよ』
- 聖大土曜日のカノン
- 『我等ワヴィロンの河辺に坐し』
- 信経

### 他者作品の編曲
- ムソルグスキー：交響詩『禿山の一夜』
- ムソルグスキー：組曲『展覧会の絵』
- ムソルグスキー：オペラ『ボリス・ゴドゥノフ』

## 著作
- 我が音楽人生年代記 (Летопись моей музыкальной жизни) 1909年
  - リムスキイ・コルサコフ 著、服部龍太郎 訳『露西亜音楽年代記』第一書房、1926年。（抄訳）
  - 服部龍太郎訳 リムスキー・コルサコフ『わが音楽生涯』 春陽堂書店、1943年
  - 服部龍太郎訳 『リムスキー・コルサコフ自伝 わが音楽の生涯』 音楽之友社 音楽文庫第55、1952年
  - 高橋健一郎訳 リムスキー=コルサコフ『我が音楽生活の年代記』翻訳の試み(1) (2)(3)
- 実用和声法 (Практический учебник гармонии.) 初版1885年
  - 菅原明朗訳 和声法要義 A:本文, B:註,  音楽之友社, 1953年
- 管弦楽法基礎 (Основы оркестровки.) 1873年に開始したが、没後マクシミリアン・シテインベルクによって1912年に補筆完成され、1922年に出版された。
  - 小松清訳 管絃楽法原理 創元社, 1939年 (参考譜例あり)
  - 平沢奏汰訳 管弦楽法の基本 NextPublishing Authors Press, ISBN 978-4-99103-470-1, 2018年 (参考譜例なし)